# Szuhona
A Szuhona (oroszul: Сухона) folyó Oroszország európai részének északnyugati vidékén, az Északi-Dvinát létrehozó folyók egyike (a másik folyó a Jug).

## Földrajz
Hossza: 558 km, vízgyűjtő területe: 50 300 km², évi közepes vízhozama a torkolattól 39 km-re 456 m³/s.
A Vologdai területen lévő Kubenszkoje-tóból ered. Eleinte délkelet felé folyik, majd Vologda közelében, két mellékfolyójának torkolata után éles kanyarulattal északkeletre fordul és a Vologdai terület keleti felét átszelve, lényegében kettéosztva éri el Velikij Usztyugnál a Jug-folyót. A két folyó egyesülésével indul útjára az Északi-Dvina.
A Kubenszkoje-tóból a Szuhona kifolyását hajózható zsilippel szabályozzák. A folyó alsó szakaszának alacsony esése és széles ártere van; tavaszi áradáskor az itt beömlő Lezsa- és Vologda-folyók duzzasztó hatása miatt néha előfordul, hogy a Szuhona vize a tóba visszafelé áramlik. A középső szakaszon gyakoriak a sekélyes részek, zátonyok, köves szigetek, majd a meder 80–100 m mély, kanyonszerű völgyben kanyarog. A torkolat előtt esése újra kisebb, a víz sebessége lecsökken.
Túlnyomórészt olvadékvizekből táplálkozik. Novemberben, (középső szakasza néha decemberben) befagy, a tavaszi jégzajlás április második felében, május első felében kezdődik. A folyó hajózható, de nyáron az alacsony vízállás miatt a hajózás gyakran szünetel.
A Szuhona részét képezi annak a víziútnak, amely a Volgát – és ezáltal a Kaszpi-tengert – a Ribinszki-víztározón, a felduzzasztott Sekszna-folyón és a Kubenszkoje-tavon keresztül összeköti a Fehér-tengeren lévő Arhangelszk kikötőjével.

## Mellékfolyók
Nagyobb mellékfolyói:

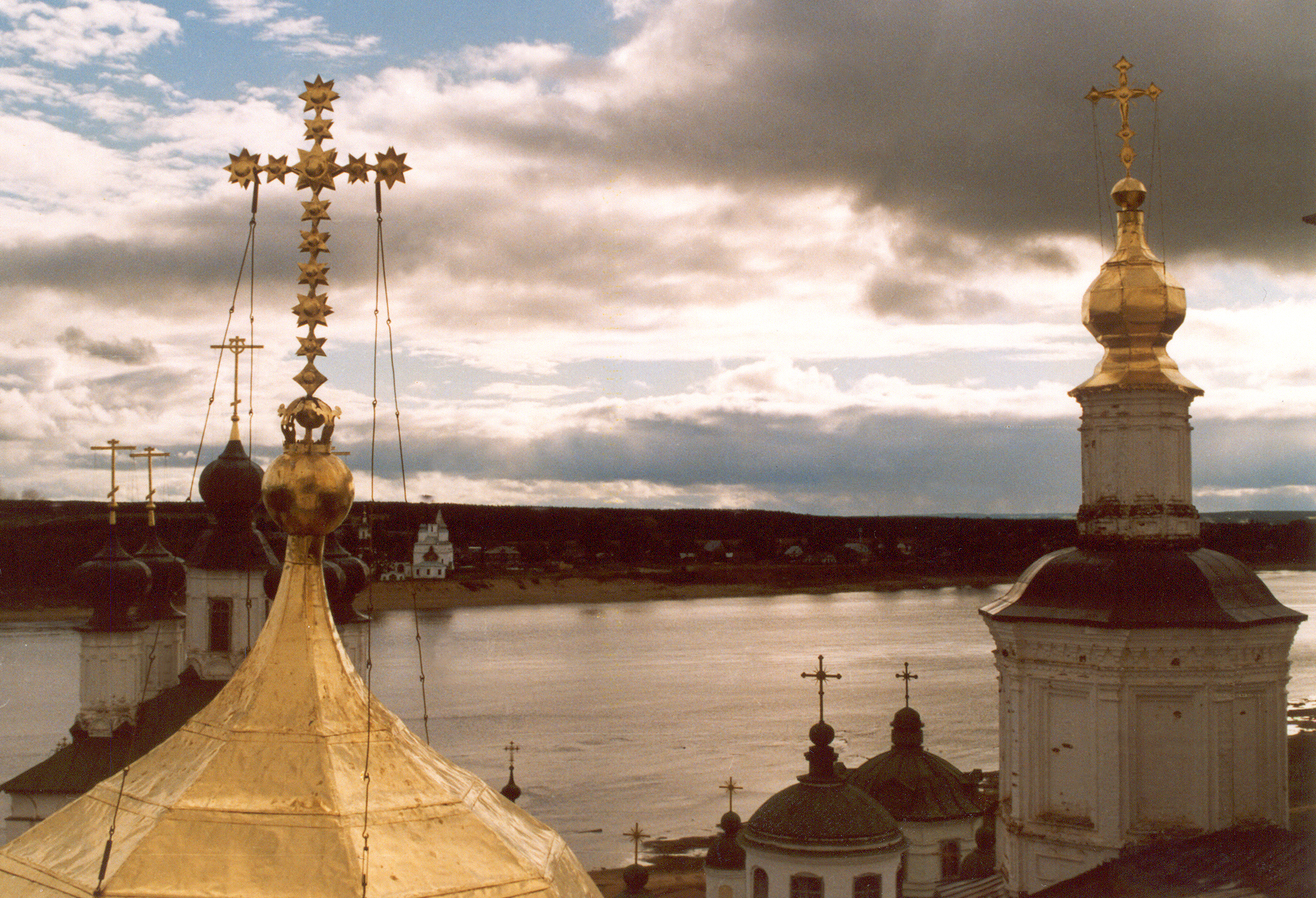
A Szuhona Velikij Usztyug katedrálisának harangtornyából.

- jobbról: Vologda (folyó), Lezsa, Tolsma, Pecsenyga, Gorogyisna;
- balról: Dvinyica, Sztrelica, Careva, Uftyuga.

## Városok
- Szokol (41 000 fő)
- Totyma (10 500 fő)
- Velikij Usztyug, a Szuhona bal partján, a Jug torkolatával szemben (32 700 fő)